# Janne Ferm
Janne Ferm (Tampere, Finlandia; 29 de agosto de 1980) es un copiloto finlandés de rally retirado. Las trece temporadas que disputó en el Campeonato Mundial de Rally las disputó al lado de Esapekka Lappi, juntos disputaron noventa rallys, ganando dos y sumando un total de quince podios. 

## Trayectoria
Janne Ferm comenzó su carrera en los rallies en 2007, como copiloto de varios pilotos. En 2010, formó una sociedad con Esapekka Lappi. En el Rally de Finlandia de 2011, hizo su debut en el Campeonato Mundial de Rally, donde la duplá condujo un Citroën C2 R2 Max.
En 2013, la duplá finlandésa fue contratada por Škoda Motorsport y compitió en eventos seleccionados del WRC-2 en un Škoda Fabia S2000.
En 2016, la tripulación ganó el Campeón Mundial del WRC-2 con el Škoda Fabia R5 después de ganar en Finlandia, Alemania, Gran Bretaña y Australia.
Lappi y Ferm fueron contratados por el Toyota Gazoo Racing WRT para conducir un Toyota Yaris WRC en el Campeonato Mundial de Rally de 2017. En su segundo evento con el equipo, el Rally de Cerdeña, la tripulación ganó su primera etapa en el WRC, junto con cinco victorias de etapa más. Finalmente terminaron cuartos en la general. En apenas su cuarta participación en un World Rally Car, en su evento local del Rally de Finlandia, la tripulación obtuvo su primera victoria en el WRC.
En octubre de 2018, el Toyota Gazoo Racing WRT anunció que tanto Lappi como Ferm dejarían el equipo al final de la temporada 2018. Se unieron a Citroën Total WRT para la temporada 2019, asociándose con el múltiple campeón Sébastien Ogier.
Ante la inesperada retirada del Citroën Total WRT del Campeonato Mundial de Rally la duplá se quedó sin lugar en el campeonato, a pocas semanas de comenzar la temporada 2020 fueron contratados por el M-Sport Ford WRT.
El 29 de septiembre de 2024, en el último día de competición del Rally de Chile, Ferm anunció su retirada al final del evento. Con el abandono de la dupla finlandesa en la última etapa del rally, se cerro una ilustre carrera en el mundial en el cual sumó dos victorias y quince podios al lado de Esapekka Lappi.

## Palmarés

### Títulos
| Año  | Título                    | Automóvil         |
| ---- | ------------------------- | ----------------- |
| 2014 | Campeón Europeo de Rally  | Škoda Fabia S2000 |
| 2022 | Campeón Mundial del WRC-2 | Škoda Fabia R5    |

### Victorias

#### Victorias en el WRC
| # | Rally                   | Temp. | Piloto         | Auto                 |
| - | ----------------------- | ----- | -------------- | -------------------- |
| 1 | 67. Neste Rally Finland | 2017  | Esapekka Lappi | Toyota Yaris WRC     |
| 2 | 71st Rally Sweden       | 2024  | Esapekka Lappi | Hyundai i20 N Rally1 |

#### Victorias en el WRC-2
| # | Rally                             | Temp. | Piloto         | Auto              |
| - | --------------------------------- | ----- | -------------- | ----------------- |
| 1 | 47.º Vodafone Rally de Portugal   | 2013  | Esapekka Lappi | Škoda Fabia S2000 |
| 2 | 72nd Lotos Rally Poland           | 2015  | Esapekka Lappi | Škoda Fabia R5    |
| 3 | 65º Neste Oil Rally Finland       | 2015  | Esapekka Lappi | Škoda Fabia R5    |
| 4 | 66. Neste Rally Finland           | 2016  | Esapekka Lappi | Škoda Fabia R5    |
| 5 | 34. ADAC Rallye Deutschland       | 2016  | Esapekka Lappi | Škoda Fabia R5    |
| 6 | 72. Dayinsure Wales Rally GB      | 2016  | Esapekka Lappi | Škoda Fabia R5    |
| 7 | 25. Kennards Hire Rally Australia | 2016  | Esapekka Lappi | Škoda Fabia R5    |
| 8 | Arctic Rally Finland              | 2021  | Esapekka Lappi | VW Polo GTI R5    |
| 9 | 54.º Vodafone Rally de Portugal   | 2021  | Esapekka Lappi | VW Polo GTI R5    |

#### Victorias en el ERC
| # | Rally                                      | Temp. | Piloto         | Auto              |
| - | ------------------------------------------ | ----- | -------------- | ----------------- |
| 1 | 69th Rajd Polski                           | 2012  | Esapekka Lappi | Škoda Fabia S2000 |
| 2 | 54ème Rallye International du Valais       | 2013  | Esapekka Lappi | Škoda Fabia S2000 |
| 3 | 2. Rally Liepāja Ventspils                 | 2014  | Esapekka Lappi | Škoda Fabia S2000 |
| 4 | 72. Circuit of Ireland International Rally | 2014  | Esapekka Lappi | Škoda Fabia S2000 |
| 5 | 55ème Rallye International du Valais       | 2014  | Esapekka Lappi | Škoda Fabia S2000 |

## Resultados

### Resultados en el Campeonato Mundial de Rally
| Año  | Equipo                  | Coche                  | 1       | 2      | 3       | 4      | 5       | 6       | 7       | 8       | 9       | 10      | 11      | 12      | 13      | 14    | Pos. | Puntos |
| ---- | ----------------------- | ---------------------- | ------- | ------ | ------- | ------ | ------- | ------- | ------- | ------- | ------- | ------- | ------- | ------- | ------- | ----- | ---- | ------ |
| 2011 | Printsport              | Citroën C2 R2          | SWE     | MEX    | POR     | JOR    | ITA     | ARG     | GRE     | FIN 32  | DEU     | AUS     | FRA     | ESP     | GBR     |       | -    | 0      |
| 2012 | Printsport              | Ford Fiesta S2000      | MON     | SWE    | MEX     | POR    | ARG     | GRE     | NZL     | FIN 25  |         |         |         |         |         |       | -    | 0      |
| 2012 | Esapekka Lappi          | Citroën C2 R2          |         |        |         |        |         |         |         |         | GER Ret | GBR     | FRA     | ITA     | ESP     |       | -    | 0      |
| 2013 | Škoda Motorsport        | Škoda Fabia S2000      | MON Ret | SWE    | MEX     | POR 10 | ARG     | GRE     | ITA     |         |         |         |         |         |         |       | 30.º | 1      |
| 2013 | Esapekka Lappi          | Škoda Fabia S2000      |         |        |         |        |         |         |         | FIN 31  | DEU     | AUS     | FRA     | ESP     | GBR     |       | 30.º | 1      |
| 2015 | Škoda Motorsport        | Škoda Fabia R5         | MON     | SWE    | MEX     | ARG    | POR 12  | ITA 17  | POL 12  | FIN 8   | GER 42  | AUS     | FRA 14  | ESP Ret | GBR     |       | 20.º | 4      |
| 2016 | Esapekka Lappi          | Škoda Fabia R5         | MON 9   |        |         |        |         |         |         |         |         |         |         |         |         |       | 12.º | 16     |
| 2016 | Škoda Motorsport        | Škoda Fabia R5         |         | SWE 12 | MEX     | ARG    | POR     | ITA 21  | POL 14  | FIN 8   | GER 7   | CHN C   | FRA     | ESP     | GBR 11  | AUS 8 | 12.º | 16     |
| 2017 | Toyota Gazoo Racing WRT | Toyota Yaris WRC       | MON     | SWE    | MEX     | FRA    | ARG     | POR 10  | ITA 4   | POL Ret | FIN 1   | GER 21  | ESP Ret | GBR 9   | AUS 6   |       | 11.º | 62     |
| 2018 | Toyota Gazoo Racing WRT | Toyota Yaris WRC       | MON 7   | SWE 4  | MEX 11  | FRA 6  | ARG 8   | POR 5   | ITA 3   | FIN Ret | GER 3   | TUR Ret | GBR 3   | ESP 7   | AUS 4   |       | 5.º  | 126    |
| 2019 | Citroën Total WRT       | Citroën C3 WRC         | MON Ret | SWE 2  | MEX 13  | FRA 7  | ARG Ret | CHL 6   | POR Ret | ITA 7   | FIN 2   | GER 8   | TUR 2   | GBR 27  | ESP Ret | AUS C | 10.º | 83     |
| 2020 | M-Sport Ford WRT        | Ford Fiesta WRC        | MON 4   | SWE 5  | MEX Ret | EST 7  | TUR 6   | ITA Ret | MNZ 4   |         |         |         |         |         |         |       | 6.º  | 52     |
| 2021 | SC Movisport            | VW Polo GTI R5         | MON     | ART 10 | CRO     | POR 7  | ITA     | SAF     | EST     | BEL     | GRE     |         | ESP     | MNZ     |         |       | 11.º | 22     |
| 2021 | RTE-Motorsport          | Toyota Yaris WRC       |         |        |         |        |         |         |         |         |         | FIN 4   |         |         |         |       | 11.º | 22     |
| 2022 | Toyota Gazoo Racing WRT | Toyota GR Yaris Rally1 | MON     | SWE 3  | CRO 49  | POR    | ITA 44  | SAF     | EST 6   | FIN 3   | BEL 3   | GRE 22  | NZL     | ESP     | JPN     |       | 9.º  | 58     |
| 2023 | Hyundai Shell Mobis WRT | Hyundai i20 N Rally1   | MON 8   | SWE 7  | MEX Ret | CRO 3  | POR 3   | ITA 2   | SAF 12  | EST 3   | FIN Ret | GRE 5   | CHL Ret | EUR Ret | JPN 4   |       | 6.º  | 113    |
| 2024 | Hyundai Shell Mobis WRT | Hyundai i20 N Rally1   | MON     | SWE 1  | SAF 12  | CRO    | POR     | ITA     | POL     | LAT Ret | FIN 43  | GRE     | CHL Ret | EUR     | JPN     |       | 10.º | 33     |

### Resultados en el SWRC
| Año  | Equipo     | Coche             | 1   | 2   | 3   | 4   | 5     | 6   | 7   | 8   | Pos. | Puntos |
| ---- | ---------- | ----------------- | --- | --- | --- | --- | ----- | --- | --- | --- | ---- | ------ |
| 2012 | Printsport | Ford Fiesta S2000 | MON | SWE | POR | NZL | FIN 5 | GBR | FRA | ESP | 12º  | 10     |

### Resultados en el WRC 2
| Año  | Equipo           | Coche             | 1       | 2     | 3   | 4     | 5     | 6     | 7     | 8      | 9      | 10    | 11    | 12      | 13    | 14    | Pos. | Pts |
| ---- | ---------------- | ----------------- | ------- | ----- | --- | ----- | ----- | ----- | ----- | ------ | ------ | ----- | ----- | ------- | ----- | ----- | ---- | --- |
| 2013 | Škoda Motorsport | Škoda Fabia S2000 | MON Ret | SWE   | MEX | POR 1 | ARG   | GRE   | ITA   |        |        |       |       |         |       |       | 16º  | 25  |
| 2013 | Esapekka Lappi   | Škoda Fabia S2000 |         |       |     |       |       |       |       | FIN 11 | DEU    | AUS   | FRA   | ESP     | GBR   |       | 16º  | 25  |
| 2015 | Škoda Motorsport | Škoda Fabia R5    | MON     | SWE   | MEX | ARG   | POR 2 | ITA 9 | POL 1 | FIN 1  | GER 13 | AUS   | FRA 2 | ESP Ret | GBR   |       | 3º   | 88  |
| 2016 | Škoda Motorsport | Škoda Fabia R5    | MON     | SWE 3 | MEX | ARG   | POR   | ITA 9 | POL 3 | FIN 1  | GER 1  | CHN C | FRA   | ESP     | GBR 1 | AUS 1 | 1º   | 132 |
| 2021 | SC Movisport     | VW Polo GTI R5    | MON     | ART 1 | CRO | POR 1 | ITA   | SAF   | EST   | BEL    | GRE    | FIN   | ESP   | MNZ     |       |       | 7.º  | 59  |

### Resultados en el Campeonato de Europa de Rally
| Año  | Equipo           | Coche             | 1   | 2     | 3     | 4     | 5   | 6       | 7     | 8       | 9   | 10    | 11      | 12    | Pos. | Puntos |
| ---- | ---------------- | ----------------- | --- | ----- | ----- | ----- | --- | ------- | ----- | ------- | --- | ----- | ------- | ----- | ---- | ------ |
| 2012 | Škoda Motorsport | Škoda Fabia S2000 | AUT | ITA   | CRO   | BUL   | BEL | TUR     | POR   | CZE     | ESP | POL 1 | SUI     |       | NC   | 39     |
| 2013 | Škoda Motorsport | Škoda Fabia S2000 | AUT | LIE   | CAN   | AZO   | COR | YPR     | RUM   | BCZ Ret | POL | CRO   | SAN 2   | VAL 1 | 5º   | 64     |
| 2014 | Škoda Motorsport | Škoda Fabia S2000 | JAN | LIE 1 | GRE 4 | IRL 1 | AZO | YPR Ret | EST 5 | ZLI Ret | CHI | VAL 1 | COR Ret |       | 1º   | 162    |